# براد كنايتون
براد كنايتون (بالإنجليزية: Brad Knighton)‏ (6 فبراير 1985 بهيكري في الولايات المتحدة - ) هو لاعب كرة قدم أمريكي في مركز حراسة المرمى. لعب مع فانكوفر وايتكابس وفيلادلفيا يونيون ونيو إنجلاند ريفولوشن ونادي شمال كارولاينا وIndiana Invaders ‏ وPortland Timbers (2001–2010) ‏ وريتشموند كيكرز.

## وصلات خارجية
- براد كنايتون على موقع الدوري الأمريكي (الإنجليزية)
- براد كنايتون على موقع قاعدة بيانات كرة القدم.إي يو (الإنجليزية)
- براد كنايتون على موقع Soccerbase.com (لاعب) (الإنجليزية)
- براد كنايتون على موقع Soccerway.com (الإنجليزية)
- براد كنايتون على موقع عالم كرة القدم.نت (الإنجليزية)
- براد كنايتون على موقع AS.com (الإسبانية)